# Hoplocrepis albiclavus
Hoplocrepis albiclavus är en stekelart som beskrevs av William Harris Ashmead 1890. Hoplocrepis albiclavus ingår i släktet Hoplocrepis och familjen finglanssteklar. Inga underarter finns listade.